# Савенко, Иван Григорьевич
Ива́н Григо́рьевич Саве́нко  (17 января 1924, Варваровка — 17 декабря 1987, Ленинград) — советский живописец, заслуженный художник РСФСР (1975), член Ленинградской организации Союза художников РСФСР.

## Биография
Родился 17 января 1924 года в селе Варваровка Долинского района на Украине.
В 1930-е годы учился в средней школе шахтёрского посёлка Верхняя Губаха на Урале, затем в Кизеловском горном техникуме, посещая одновременно изостудию. Важную роль в приобщении Савенко к искусству сыграло его знакомство с Н. Серебренниковым, основателем Пермской картинной галереи.
После начала Великой Отечественной войны работал по восстановлению оборонных заводов, эвакуированных на Урал. В 1942 был призван в армию и направлен в танковое училище. По окончании был зачислен в гвардейский 19-й танковый корпус. Сражался на Центральном, 3-м Украинском и 4-м Украинском фронтах. 26 октября 1943 в бою под Каховкой был контужен и тяжело ранен, снарядом ему оторвало правую руку. Находился на излечении в военном госпитале в Саратове. Демобилизован по ранению. Награждён орденом Славы 3 степени, медалью «За победу над Германией».
В 1944 году Савенко поступает вольнослушателем в Саратовское художественное училище, а осенью его принимают в Киевский художественный институт, который он окончил с отличием в 1950 году по мастерской Григория Светлицкого. В 1950—1954 занимался в аспирантуре Ленинградского института живописи, скульптуры и архитектуры имени И. Е. Репина у Александра Герасимова. Кандидат искусствоведения (1954). В 1952 был принят в члены Ленинградской организации Союза художников РСФСР. В 1954 женился на художнице Ирине Масленниковой. В 1954—1957 работал в творческой мастерской Академии художеств у Александра Герасимова.
Участник выставок с 1950 года. Писал пейзажи, портреты, жанровые и тематические композиции. Совершил творческие поездки на Средний Урал, по рекам Каме, Чусовой, в Восточную Сибирь, на Черниговщину. Работал на творческой базе ленинградских художников в Старой Ладоге. В 1975 году был удостоен почётного звания Заслуженный художник РСФСР. В 1957—1987 годах избирался делегатом съездов художников СССР и РСФСР. Персональные выставки в Москве (1973, 1990). Автор картин «Днепр вечером», «Спелый хлеб», «Рожь» (все 1950), «Доярки», «Ленинград — стройкам коммунизма», «Весна в Ленинграде» (все 1951),"Колхозное стадо" (1950), «Рожь зелёная» (1953), «Зимой» (1955), «Ледоход на Неве», «Май — первая зелень» (обе 1956), «Чусовая. Осенний день» (1957), «Сплав леса на Чусовой» (1958), «Осень на Урале», «Зима на реке Мсте» (обе 1959), «Сентябрь на Урале» (1960), «Геологи на Урале», «Покорение реки», «Тайга отступает» (все 1961), «Просторы Севера», «Весна в Саблине», «Февральский день», «Голубой март» (все 1962), «Весенний разлив», «Верхняя Губаха. Урал», «Зима в РТС» (все 1963), «На ферме», «Ленинград. Свежий ветер» (обе 1964), «Урал. Серебряный день», «Камские просторы», «Кама осенью» (все 1967), «Полдень» (1973), «Пора колосения», «Утро геологов» (1969), «Утро в тайге» (1974), «Васильки», «Кременный камень», «Августовское солнце» (все 1975), «БАМ. Первопроходцы», «Земля Прибайкальская» (обе 1977), «Голубое Забайкалье», «Русское поле», «Магистраль» (все 1980), «Сибирячка Дина Устюгова» (1983) и других.
Скончался 17 декабря 1987 года в Ленинграде на 64-м году жизни.
Произведения И. Г. Савенко находятся в Русском музее, Третьяковской галерее, в музеях и частных собраниях в России, Японии, Франции, США, Великобритании и других странах.

## Выставки
- 1950 год (Москва): Всесоюзная художественная выставка 1950 года.
- 1950 год (Москва): Художественная выставка к декаде Украинского искусства и литературы в Москве 1951 года.
- 1951 год (Ленинград): Выставка произведений ленинградских художников 1951 года.
- 1952 год (Ленинград): Выставка произведений ленинградских художников 1952 года.
- 1953 год (Ленинград): Весенняя выставка произведений ленинградских художников 1953 года.
- 1954 год (Ленинград): Весенняя выставка произведений ленинградских художников 1954 года.
- 1955 год (Ленинград): Весенняя выставка произведений ленинградских художников 1955 года.
- 1956 год (Ленинград): Осенняя выставка произведений ленинградских художников 1956 года.
- 1957 год (Москва): Выставка живописи, скульптуры, графики к первому Всесоюзному съезду советских художников.
- 1957 год (Ленинград): 1917—1957. Юбилейная выставка произведений ленинградских художников, посвящённая 40-летию Великой Октябрьской социалистической революции.
- 1957 год (Мурманск): Передвижная выставка произведений ленинградских художников 1957 года.
- 1957 год (Москва): Всесоюзная художественная выставка, посвящённая 40-летию Великой Октябрьской социалистической революции.
- 1958 год (Ленинград): Осенняя выставка произведений ленинградских художников 1958 года.
- 1960 год (Ленинград): Выставка произведений ленинградских художников 1960 года в залах ЛОСХ.
- 1960 год (Ленинград): Выставка произведений ленинградских художников 1960 года в Государственном Русском музее.
- 1960 год (Москва): Советская Россия. Республиканская художественная выставка 1960 года.
- 1961 год (Ленинград): Выставка произведений ленинградских художников 1961 года в Государственном Русском музее.
- 1962 год (Ленинград): Осенняя выставка произведений ленинградских художников 1962 года.
- 1964 год (Ленинград): Ленинград. Зональная выставка произведений ленинградских художников 1964 года.
- 1965 год (Москва): Всесоюзная художественная выставка «На страже мира», посвящённая 20-летию Победы советского народа в Великой Отечественной войне.
- 1965 год (Ленинград): Весенняя выставка произведений ленинградских художников 1965 года.
- 1968 год (Москва): Всесоюзная художественная выставка «На страже Родины», посвящённая 50-летию Вооруженных сил СССР.
- 1968 год (Ленинград): Осенняя выставка произведений ленинградских художников 1968 года.
- 1969 год (Ленинград): Весенняя выставка произведений ленинградских художников 1969 года.
- 1971 год (Ленинград): Наш современник. Каталог выставки произведений ленинградских художников 1971 года.
- 1972 год (Ленинград): Наш современник. Вторая выставка произведений ленинградских художников 1972 года.
- 1972 год (Ленинград): По Родной стране. Выставка произведений ленинградских художников 1972 года, посвящённая 50-летию образования СССР.
- 1975 год (Ленинград): Наш современник. Зональная выставка произведений ленинградских художников 1975 года.
- 1976 год (Москва): Изобразительное искусство Ленинграда. Ретроспективная выставка произведений ленинградских художников 1976 года.
- 1976 год (Ленинград): Портрет современника. Пятая выставка произведений ленинградских художников 1976 года.
- 1977 год (Ленинград): Выставка произведений ленинградских художников 1977 года, посвящённая 60-летию Великого Октября.
- 1980 год (Ленинград): Зональная выставка произведений ленинградских художников 1980 года.
- 1997 год (Санкт-Петербург): Выставка «Связь времён. 1932—1997. Художники — члены Санкт-Петербургского Союза художников России. К 65-летию Санкт-Петербургского Союза художников» в ЦВЗ «Манеж».